# Galissus azureus
Galissus azureus là một loài bọ cánh cứng trong họ Cerambycidae.